# Marion Raven
Marion Raven, rodným jménem Marion Elise Ravn (* 25. května 1984, Lørenskog, Akershus) je norská textařka a zpěvačka.